# Габер Ибрагим, Карам
Карам Мохаммед Габер Ибрагим (араб. كرم محمد جابر إبراهيم‎); 1 сентября 1979, Александрия, Египет) — египетский борец греко-римского и вольного стилей, чемпион и призёр Олимпийских игр, призёр чемпионатов мира, двукратный обладатель Кубка мира, семикратный чемпион Африки по греко-римской борьбе; бронзовый призёр чемпионата Африки по вольной борьбе. В 2004 году принёс Египту первую олимпийскую медаль за 20 лет и первое олимпийское золото с 1948 года.

## Биография
Родился в Александрии в многодетной семье, где отец (торговец) и все старшие братья также занимались борьбой. Начал заниматься борьбой в возрасте 8 лет в молодёжном центре Наср в Александрии, затем перешёл в клуб El-Olympi. В 1995 году был замечен главным тренером сборной Египта и включен в сборную страны.
В 1997 году, в семнадцатилетнем возрасте, дебютировал на чемпионате Африки среди взрослых и завоевал золотую медаль. В том же году завоевал два «золота» Арабских и Панарабских игр среди взрослых и остался третьим на чемпионате мира среди юниоров. В 1998 году подтвердил звание чемпиона Африки по греко-римской борьбе и завоевал «бронзу» чемпионата Африки по вольной борьбе. В том же году снова остался третьим на чемпионате мира среди юниоров. В 1999 году победил на Африканских играх. В 2000 году был третьим на олимпийском квалификационном турнире и вновь победил на чемпионате Африки.
В 2001 году стал обладателем Кубка мира, победил на Средиземноморских играх и остался 14-м на чемпионате мира. В 2002 году повторил успех на розыгрыше Кубка мира, также победил на чемпионате Африки и мемориале Дейва Шульца; на чемпионате мира завоевал «серебро». В 2002 году, будучи неудовлетворённым отсутствием признания со стороны властей, уехал в США, где ему были предложены гражданство, заработная плата, жильё и условия для тренировок. Однако египетские власти сумели вернуть борца в страну: министр по делам молодёжи назначил жалованье, министр по добыче нефти пообещал постоянную должность, губернатор Александрии обеспечил жильём и условиями для тренировок.
В 2003 году вновь стал победителем турнира памяти Дейва Шульца, победителем Африканских игр и опять стал вице-чемпионом на чемпионате мира.
На Летних Олимпийских играх 2004 года в Афинах боролся в категории до 96 килограммов (тяжёлый вес). Участники турнира, числом в 22 человека, были разделены на семь групп, в каждой из которых борьба велась по круговой системе. Победители в группах выходили в четвертьфинал, где боролись по системе с выбыванием после поражения. Проигравшие занимали места соответственно полученным в схватках квалификационным и техническим баллам. Карам Габер ощутимо превосходил своих соперников, окончив три из пяти своих встреч досрочно и стал чемпионом олимпийских игр.

Закончилась греко-римская борьба схваткой-хитом в категории до 96 кг, в какую превращается любой поединок с участием египтянина Карама Ибрагим. Этого феноменального атлета с фигурой культуриста и гибкостью гимнаста зрители обожают. Во-первых, он владеет массой эффектных приемов, во-вторых — манерами настоящего шоумена: Ибрагим иногда успевает прямо во время схватки посылать воздушные поцелуи трибунам. В общем, своего рода Рой Джонс борьбы. И ещё после каждой своей победы он обязательно делает сальто. После финала, в котором он досрочно победил грузина Рамаза Нозадзе (счет был 12:1 в пользу египтянина), Ибрагим сделал их аж два — видимо, в знак особой важности успеха. — http://www.kommersant.ru/doc/500906
| Круг          | Соперник           | Страна    | Результат | Основание                                                                | Время схватки |
| ------------- | ------------------ | --------- | --------- | ------------------------------------------------------------------------ | ------------- |
| 1 (группа G)  | Георгиус Коциумбас | Греция    | Победа    | 11-6 (11 технических, 3 квалификационных балла)                          | 6:00          |
| 2 (группа G)  | Марек Ситник       | Польша    | Победа    | 6-0 (6 технических, 3 квалификационных балла)                            | 6:00          |
| 3 (группа G)  | Асет Мамбетов      | Казахстан | Победа    | Туше (3 технических, 4 квалификационных балла)                           | 1:28          |
| Четвертьфинал | -                  | -         | -         | -                                                                        | -             |
| Полуфинал     | Мехмет Озал        | Турция    | Победа    | 11-0 (за явным преимуществом) (11 технических, 4 квалификационных балла) | 1:09          |
| Финал         | Рамаз Нозадзе      | Грузия    | Победа    | 12-1 (за явным преимуществом) (12 технических, 4 квалификационных балла) | 3:22          |

После своей яркой победы на олимпийских играх, Карам Габер удостоился самых лестных отзывов. Так, Эдди Голдман, бывший борец и спортивный редактор сказал:
Стиль Карама Габера очень просто описать: он  вас поднимет и бросит как мягкую игрушку. Он настолько силён, быстр, техничен, подвижен и уверен в себе, что разбрасывает чемпионов и борцов мирового класса как будто без усилий. Никто со времён Карелина, который оставил спорт после Олимпиады-2000, не выглядит настолько доминирующим в борьбе любого стиля  Оригинальный текст (англ.)The style of Karam Gaber is very easy to understand: He will lift you and throw you, like you are a toy or a stuffed animal. He is so strong, quick, skillful, agile, and confident that he makes tossing around champion and world-class wrestlers look easy. No one since Kareline, who retired after the 2000 Olympics, has stood out as so dominant in any style of wrestling
31 декабря 2004 года попробовал себя в MMA и в своём единственном поединке по правилам К-1 потерпел поражение нокаутом от Кадзуюки Фудзита
В 2005 году победил на чемпионате Африки и Средиземноморских играх. В 2006 году победил на чемпионате Африки, а на чемпионате мира был лишь 19-м. В 2007 году вновь стал победителем чемпионата Африки и победителем Африканских игр. В 2008 году выступил на двух отборочных предолимпийских турнирах, в одном победил, в другом был пятым.
На Летних Олимпийских играх 2008 года в Пекине боролся в категории до 96 килограммов (тяжёлый вес). В турнире участвовали 20 человек. Турнир проводился по системе с выбыванием после поражения с утешительными схватками. Борцы по жребию делились на две группы, в первой группе было восемь спортсменов, начинавших борьбу с 1/8 финала, во второй группе двенадцать, из которых четверо начинали борьбу с 1/8 финала, а восемь борцов проводили квалификационные встречи за право попасть в 1/8 финала. Те спортсмены, которые не проиграли ни одной схватки, выходили в финал, где разыгрывали первое и второе место. Борцы, которые проиграли финалистам, начинали бороться в утешительном турнире, по результатам которых определялись два бронзовых призёра, по одному в каждой группе. Другими словами, борец, проиграв схватку в любом круге турнира, выбывал не сразу, а ожидал результатов встречи своего победителя в следующем круге. Например, борец проиграл в 1/8, его победитель выходил в четвертьфинал. Если его победитель в четвертьфинале проигрывал, то борец выбывал сразу, а его победитель отправлялся в утешительный турнир. Если же его победитель в четвертьфинале вновь побеждал, то борец встречался в утешительной встрече с проигравшим в четвертьфинале и так далее. Схватка по правилам состояла из трёх периодов по две минуты; победивший в двух периодах выигрывал встречу. Карам Габер в 1/8, в упорной первой встрече проиграл, и поскольку его оппонент в 1/4 был побеждён, египетский борец из турнира выбыл, заняв итоговое 13 место.
| Круг       | Соперник  | Страна  | Результат | Основание     | Время схватки |
| ---------- | --------- | ------- | --------- | ------------- | ------------- |
| 1/8 финала | Элис Гури | Албания | Поражение | 6-1, 2-1, 1-1 | 6:00          |

Временно оставил борьбу, но в 2010 году вернулся и перешёл в полутяжёлый вес, мотивируя это тем, что в этой категории нужно обладать в большей степени умениями, талантом и опытом, нежели физической мощью. В 2011 году победил на Арабских играх. В 2012 году был 10-м на турнире Дана Колова и Николы Петрова, затем победил на предолимпийском квалификационном турнире, занял второе место на чемпионате стран Средиземного моря, второе место на турнире Trophee Milone, третье место на турнире имени Владислава Пытлянского и второе на Гран-при Германии.
На Летних Олимпийских играх 2012 года в Лондоне боролся в категории до 84 килограммов. В турнире участвовали 20 человек. Регламент турнира и правила остались прежними. Карам Габер в напряжённых схватках сумел добраться до финала, где в двух периодах уступил российскому борцу Алану Хугаеву и остался с серебряной медалью олимпийских игр.
| Круг       | Соперник          | Страна   | Результат | Основание     | Время схватки |
| ---------- | ----------------- | -------- | --------- | ------------- | ------------- |
| 1/8 финала | Ненад Зугаж       | Хорватия | Победа    | 2-0, 0-1, 1-0 | 6:00          |
| 1/4 финала | Мелони Нумонви    | Франция  | Победа    | 2-0, 0-3, 2-0 | 6:00          |
| 1/2 финала | Дамьян Яниковский | Польша   | Победа    | 2-3, 1-0, 4-0 | 6:00          |
| Финал      | Алан Хугаев       | Россия   | Поражение | 0-1, 0-2      | 4:00          |

После игр оставил большой спорт, с 2014 года в силу вступает его контракт с крупнейшей американской ассоциацией реслинга WWE.
Владеет торговым делом и небольшой фабрикой по производству женской одежды. Женат на белоруске, с которой познакомился в Могилёве в 2002 году, живёт в Александрии.

## Внешнее видео
- Финал ОИ-2004
- Полуфинал ОИ-2004